# Galeus springeri
Galeus springeri — акула з роду Пилкохвоста котяча акула родини Котячі акули. Інша назва «пилкохвоста котяча акула Спрінгера». Отримала цю назву на честь відомого біолога, дослідника акул Стюарта Спрінгера. Тривалий час вважалася підвидом антильської пилкохвостої акули. Лише у 1998 році вчені Ґ. Константіну та Й. Коцці довели самостійність цього виду.

## Опис
Загальна довжина сягає 48 см. Голова помірно довга. Ніс загострений. Очі великі, мигдалеподібні, витягнуті горизонтально, з мигательною перетинкою. Зіниці щілиноподібні. За очима розташовані маленькі бризкальця. Ніздрі помірно широкі, прикриті носовими клапанами трикутної форми. Губні борозни довгі. Рот широкий, зігнутий. Зуби дрібні з 3-7 верхівками, з яких центральна є високою та гострою. У неї 5 пар коротких зябрових щілин. Тулуб стрункий, подовжений. Грудні плавці великі, з округлими кінчиками. Має 2 спинних плавця однакового розміру. Передній розташовано над задньою частиною черевних плавців, задній — навпроти задньої частини анального плавця. Черевні плавці маленькі. Анальний плавець відносно широкий, довжина його основи становить 11 % довжини усього тіла. Відстань між черевними та анальним й між анальним та хвостовим плавцями маленька. Хвостовий плавець вузький, гетероцеркальний. На верхній його лопаті розташовано зубчастий гребінь, що утворено шкіряною лускою.
Забарвлення спини світло-коричневе. Перед переднім спинним плавцем є поздовжні темно-коричневі смуги, що мають білу облямівку, які тягнуться до задньою краю очей акули. Під спинними плавцями та на хвостовій частині розташовані темні сідлоподібні плями зі світлою облямівкою. Черево має світлуватий колір. У молодих особин забарвлення більш контрастна, у дорослих — розмита.

## Спосіб життя
Тримається на глибинах від 457 до 699 м, на континентальних і острівних схилах. Доволі млява й малорухлива акула. Полює біля дна, є бентофагом. Живиться ракоподібними, молюсками, а також дрібною костистою рибою.
Статева зрілість у самців настає при розмірі 32 см, самиць — 43 см. Це яйцекладна акула. Самиця відкладає 2 яйця у твердій капсулі, нагадуючи формою вазу. У кутах присутні вусики та вирости, якими чіпляється до ґрунту.
Не є об'єктом промислового вилову. Інколи використовується для виробництва рибного борошна.

## Розповсюдження
Мешкає в акваторії Куби, Ямайки, Пуерто-Рико, Гаїті, Віргінських островів, островів Гваделупа, Антигуа, Монтсеррат.